# Verdrag van Dayton

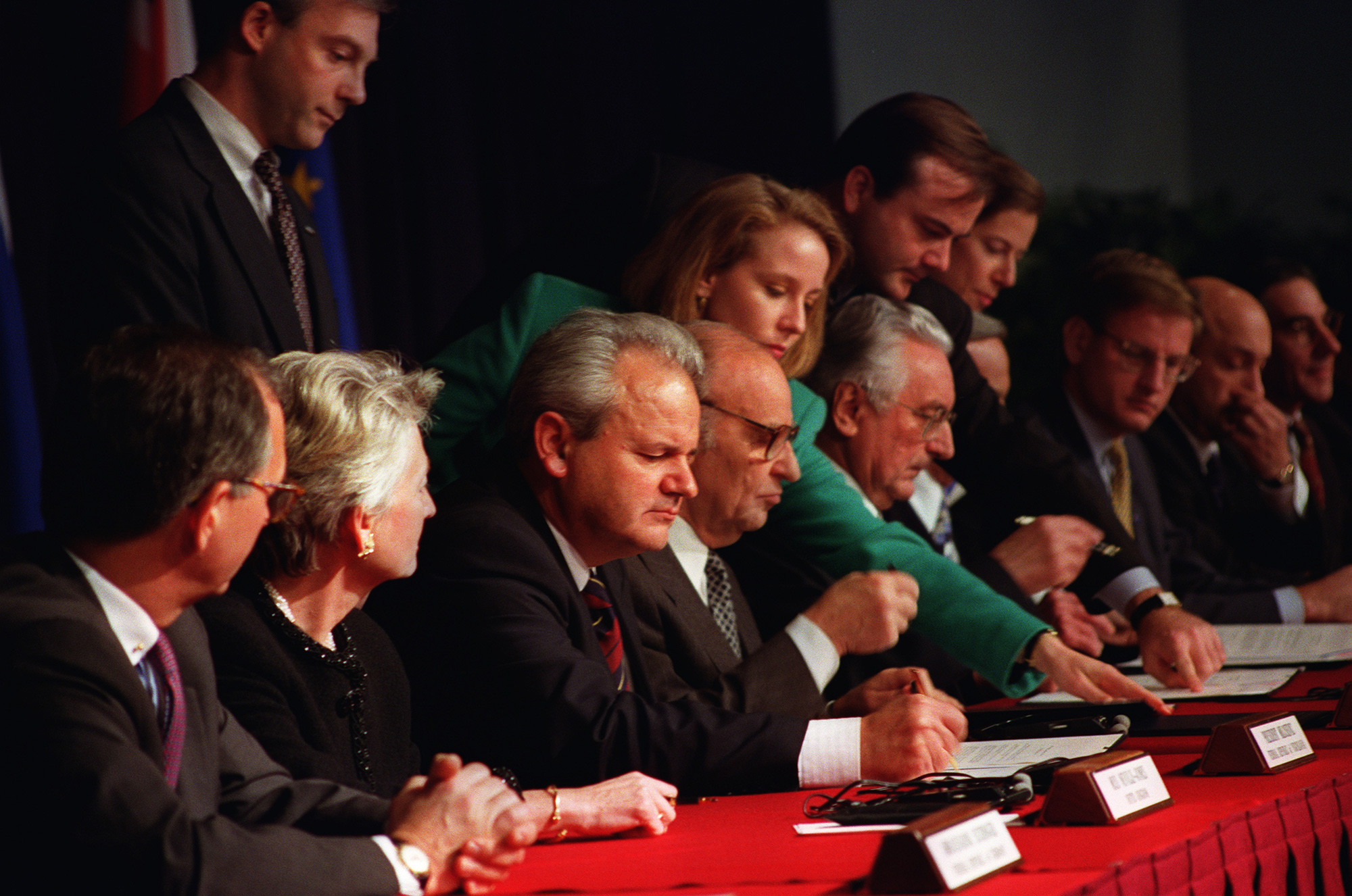
Ontertekening van het verdrag in Parijs

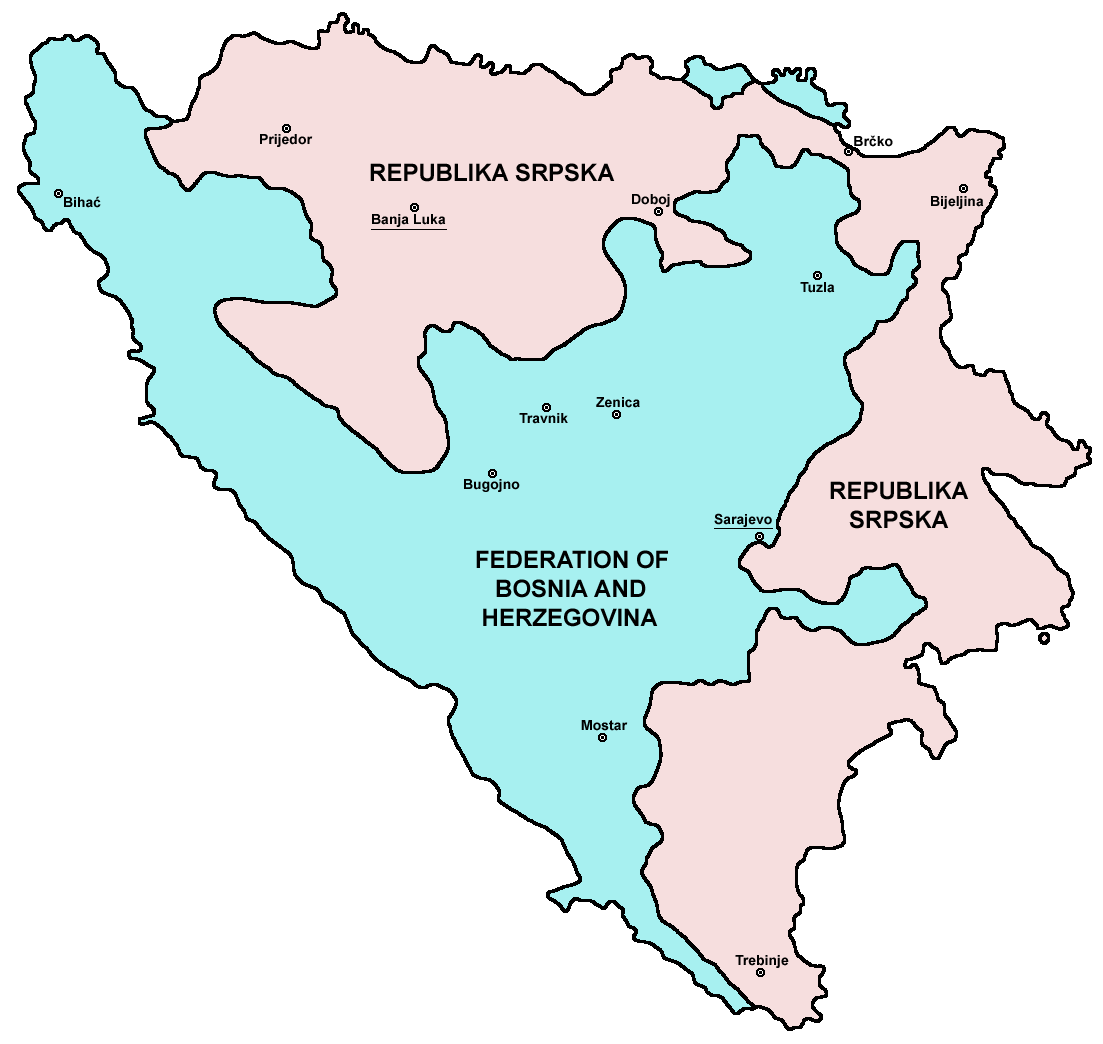
Politieke situatie na het akkoord

Het Verdrag van Dayton of de Akkoorden van Dayton (officieel: General Framework Agreement for Peace in Bosnia and Herzegovina) is het vredesverdrag dat een einde maakte aan de Bosnische Burgeroorlog. Het werd in Parijs ondertekend op 14 december 1995.

## Partijen
Het was een verdrag tussen de volgende partijen:
- republiek Bosnië en Herzegovina
- de republiek Kroatië
- de Federale Republiek Joegoslavië (later Servië en Montenegro, in 2006 uiteengevallen in Servië en Montenegro).

De onderhandelingen vonden plaats tussen 1 november en 21 november 1995 op de Wright-Patterson Air Force Base bij de Amerikaanse stad Dayton. De belangrijkste deelnemers uit de regio waren:
- de Servische president Slobodan Milošević
- de Kroatische president Franjo Tuđman
- de Bosnische president Alija Izetbegović
- de Bosnische minister van Buitenlandse Zaken Mohammed Sacirbey

## Inhoud
Het Verdrag van Dayton deelt Bosnië en Herzegovina administratief op in twee entiteiten, namelijk de Federatie van Bosnië en Herzegovina (51%) en de Servische Republiek (49%). Oorspronkelijk werd het hele grondgebied van Bosnië en Herzegovina tussen de twee entiteiten verdeeld. In 2000 werd echter een derde entiteit, het federaal district Brčko, gecreëerd uit delen van de 'Federatie van Bosnië en Herzegovina' en de 'Servische Republiek'. Sindsdien behoort Brčko officieel in zijn geheel tot beide.

## Ondertekening
Het verdrag werd ondertekend in Parijs op 14 december 1995. Hierbij waren naast de betrokken partijen onder anderen ook de volgende personen aanwezig:
- de Franse president Jacques Chirac
- de Amerikaanse president Bill Clinton
- de Britse premier John Major
- de Duitse bondskanselier Helmut Kohl
- de Russische premier Viktor Tsjernomyrdin